# Anapausis absoluta
Anapausis absoluta är en tvåvingeart som beskrevs av Edwards 1914. Anapausis absoluta ingår i släktet Anapausis och familjen dyngmyggor.
Artens utbredningsområde är Kenya. Inga underarter finns listade i Catalogue of Life.